# Renacimiento en Polonia
El Renacimiento en Polonia (en polaco: Renesans, Odrodzenie; literalmente: 'renacer') duró desde finales del siglo XV hasta finales del siglo XVI y se considera ampliamente que fue la Edad de Oro de la cultura polaca. Gobernada por la dinastía Jagellón, la Corona del Reino de Polonia (desde 1569 parte de la Mancomunidad de Polonia-Lituania) participó activamente en el amplio Renacimiento europeo. El estado multinacional polaco experimentó un período de crecimiento cultural gracias en parte a un siglo sin grandes guerras, aparte de los conflictos en las zonas fronterizas del este y el sur, escasamente pobladas. La reforma protestante se extendió pacíficamente por todo el país (dando lugar a los Hermanos Polacos) y las condiciones de vida mejoraron, las ciudades crecieron y las exportaciones de productos agrícolas enriquecieron a la población, especialmente a la nobleza (szlachta), que ganó dominio en el nuevo sistema político de Libertad Dorada.

## Visión general

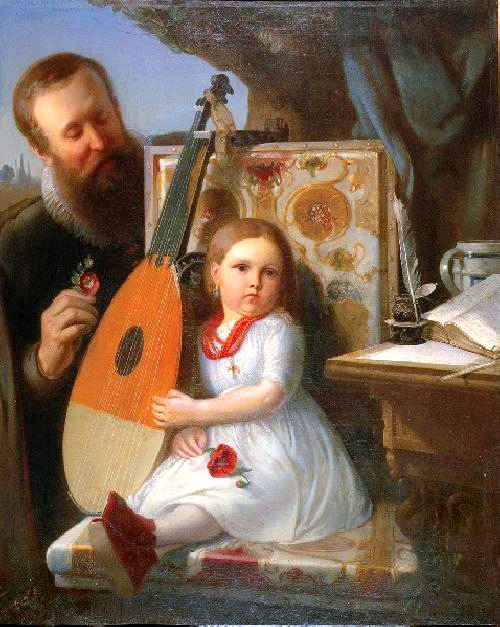
Jan Kochanowski, poeta y prosista, con su amada hija

El movimiento renacentista, cuya influencia se originó en Italia, se extendió por Polonia aproximadamente en los siglos XV y XVI. Muchos artistas italianos llegaron al país acogidos por la realeza polaca, entre ellos Francesco Fiorentino, Bartolomeo Berecci, Santi Gucci, Mateo Gucci, Bernardo Morando, Giovanni Battista di Quadro y otros, incluidos pensadores y educadores como Filip Callimachus, comerciantes como la familia Boner y la familia Montelupi, y otras personalidades destacadas que emigraron a Polonia desde finales del siglo XV en busca de nuevas oportunidades. La mayoría de ellos se asentaron en Cracovia, la capital polaca hasta 1611.

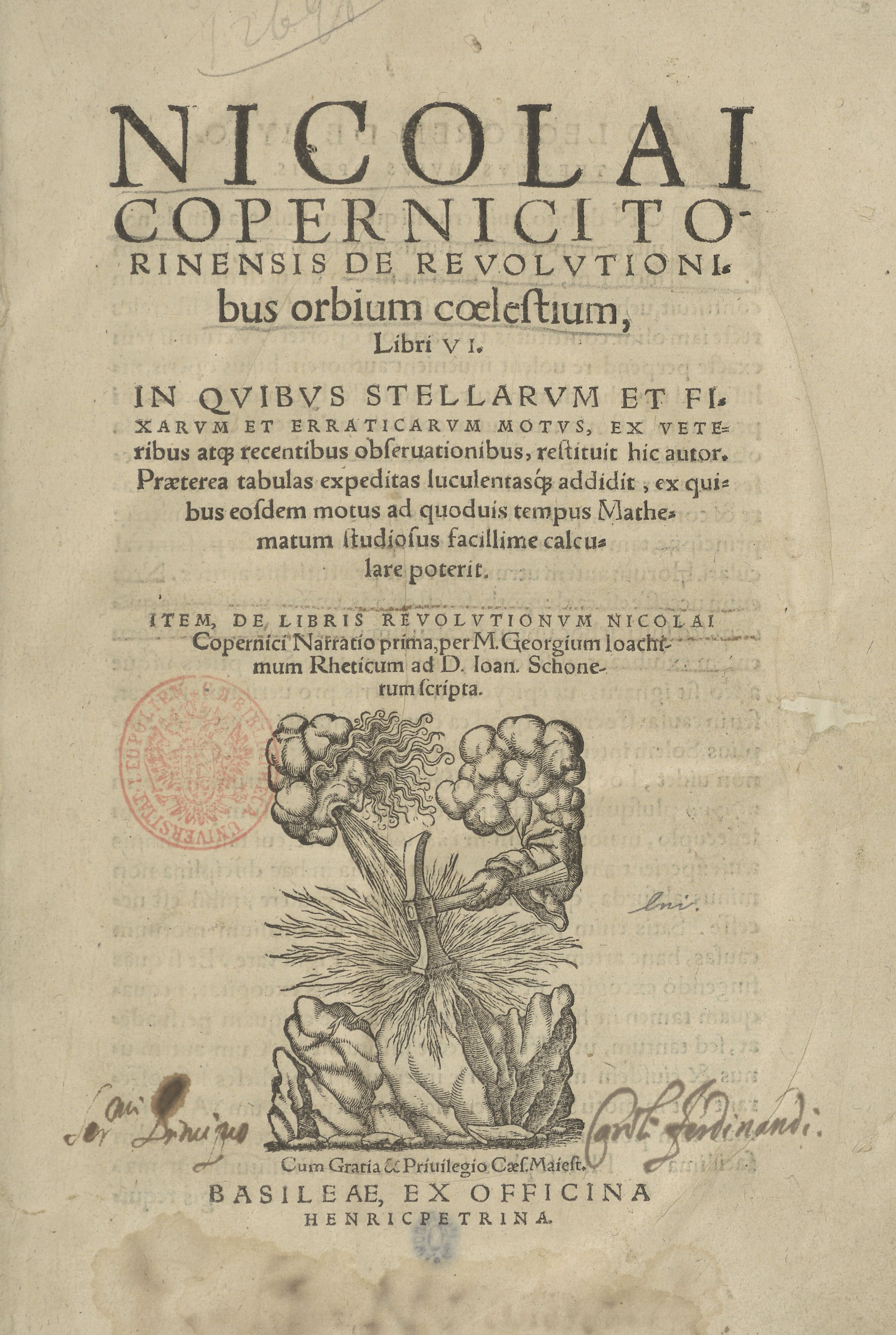
Copernicus' De revolutionibus orbium coelestium

Los valores renacentistas de la dignidad del hombre y el poder de su razón fueron aplaudidos en Polonia. Muchas obras fueron traducidas al polaco y al latín desde el latín clásico, el griego y el hebreo, así como a otros idiomas contemporáneos como el italiano. La Academia de Cracovia, una de las universidades más antiguas del mundo, disfrutó de su Era Dorada entre 1500 y 1535, graduándose, en la primera década del siglo XVI, 3215 estudiantes, una marca no superada hasta finales del siglo XVIII. El período del Renacimiento polaco, que apoyó las actividades intelectuales, produjo muchos artistas y científicos destacados. Entre ellos sobresalieron Nicolás Copérnico, quien en su De revolutionibus orbium coelestium presentó la teoría heliocéntrica del universo, Maciej de Miechów, autor de Tractatus de duabus Sarmatis... —el relato geográfico y etnográfico más exacto y actualizado de Europa del Este; Bernard Wapowski, un cartógrafo cuyos mapas de esa región aparecido en Ptolomeo 's Geografía; Marcin Kromer, quien en su De origine et rebus gestis Polonorum libri... describió tanto la historia como la geografía de Polonia; Andrzej Frycz Modrzewski, filósofo preocupado por la gobernanza; Mikołaj Rej, quien había popularizado el uso de la lengua polaca en la poesía; y Jan Kochanowski, cuyos poemas en polaco lo elevaron al rango de los poetas polacos más destacados.
Los jóvenes polacos, especialmente los hijos de la nobleza (szlachta), que se graduaron en cualquiera de las más de 2500 escuelas parroquiales, gimnasios y varias academias (Academia de Cracovia, Academia de Vilna, Academia de Zamość), a menudo viajaban al extranjero para completar su educación. Pensadores polacos, como Andrzej Frycz Modrzewski, Johannes Dantiscus o Jan Łaski mantuvieron contactos con los principales filósofos europeos del Renacimiento, como Thomas More, Erasmo y Philip Melanchthon. Polonia no solo participó en el intercambio de importantes ideas y desarrollos culturales y científicos de Europa Occidental, sino que también difundió la herencia occidental hacia el este entre las naciones eslavas orientales. Por ejemplo, el proceso de impresión, la lengua latina y el arte con la versificación silábica en poesía, especialmente en Bielorrusia y Ucrania (a través de la Academia Kiev-Mohyla), desde donde fue transmitido a Rusia (Gran Ducado de Moscú), que comenzó a aumentar sus lazos con Europa occidental a raíz de la invasión mongola de la Rus de Kiev.   Los primeros cuatro libros cirílicos impresos en el mundo fueron publicados en Cracovia, en 1491, por el impresor Szwajpolt Fiol.

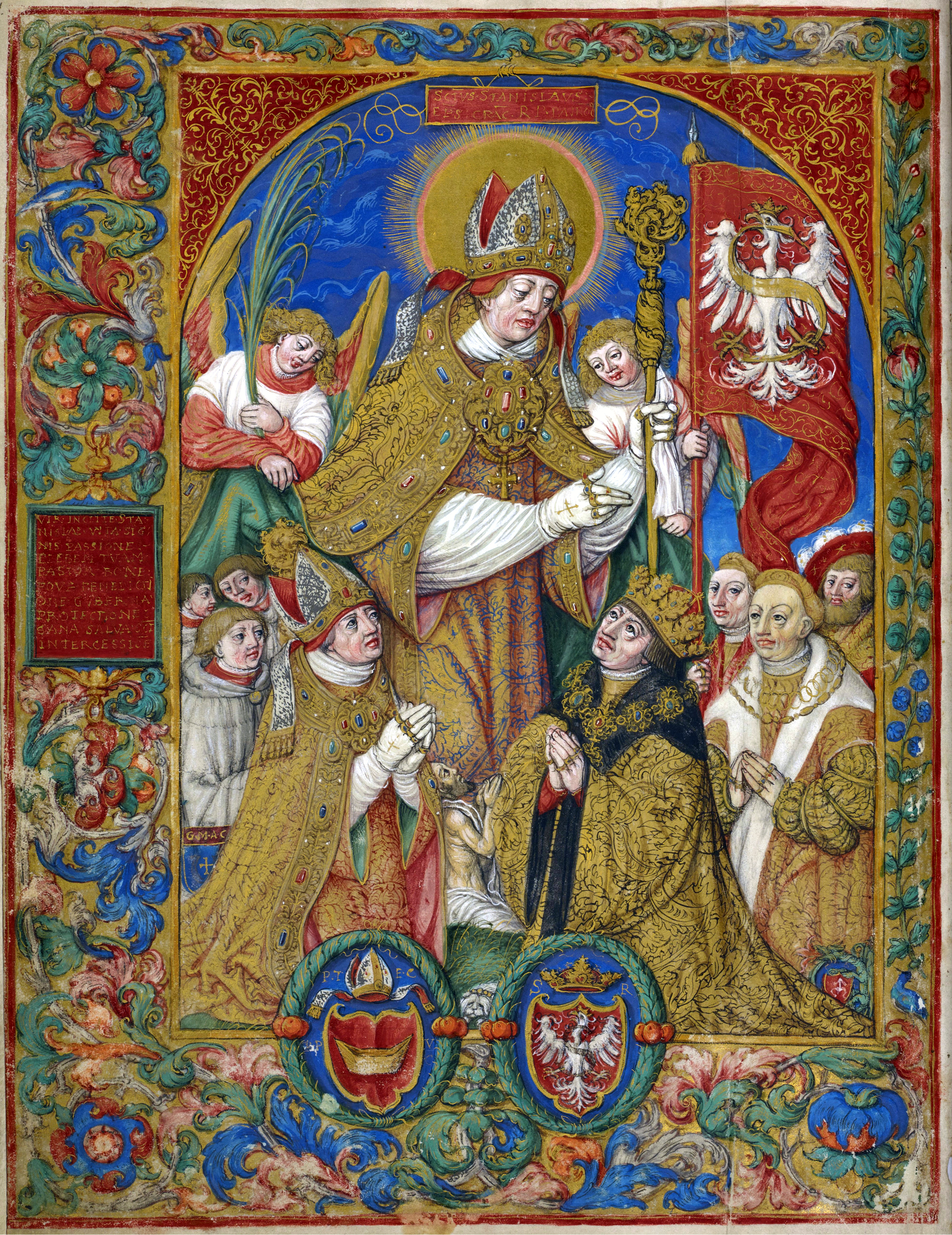
El rey Segismundo I el Viejo y el obispo Piotr Tomicki arrodillado ante San Estanislao, una hoja de las Hours of Sigismund I de Stanisław Samostrzelnik, 1535

Los incentivos para el desarrollo del arte y la arquitectura fueron muchos. El rey Segismundo I el Viejo, que ascendió al trono en 1507, fue patrocinador de muchos artistas y comenzó un proyecto importante, bajo el arquitecto de florentino Bartolommeo Berrecci, de rehacer la antigua residencia de los reyes polacos, el castillo de Wawel, en una moderna residencia renacentista. El celo de Segismundo por el Renacimiento fue igualado no solo por su hijo, Segismundo II Augusto, sino también por muchos nobles y burgueses ricos que también deseaban mostrar su riqueza, influencia y sabiduría cultural. En 1578, el canciller Jan Zamoyski comenzó la construcción de la ciudad ideal del Renacimiento, patrocinando la creación de Zamość (una ciudad que lleva su nombre), que pronto se convirtió en una importante ciudad administrativa, comercial y educativa de la Polonia renacentista. Dos ciudades polacas contemporáneas más grandes —Cracovia (que atrajo a muchos arquitectos italianos) y Danzig (que atrajo principalmente a arquitectos de Alemania y de los Países Bajos—, probablemente ganaron más en la época, pero muchas otras ciudades también emprendieron nuevas construcciones renacentistas.

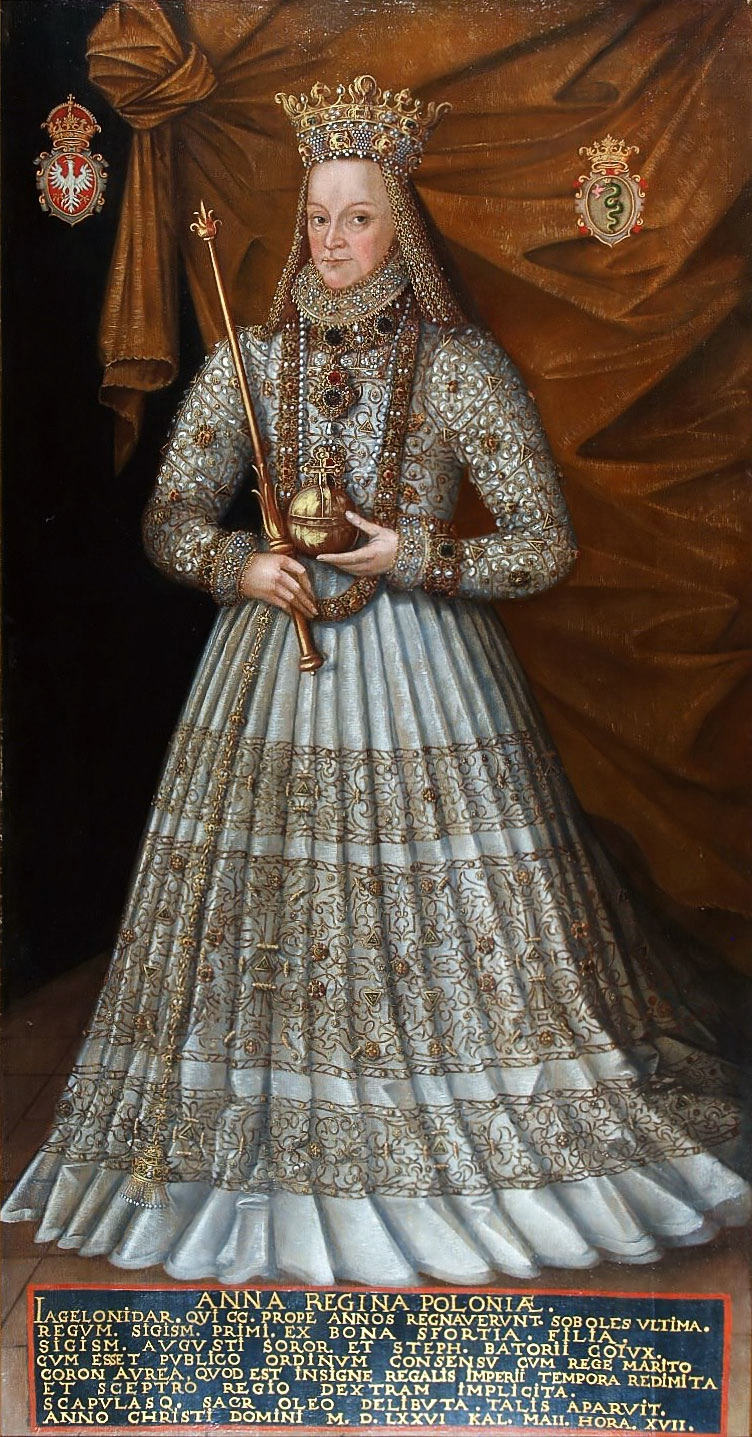
Retrato de la reina Anna Jagiellon de Polonia, obra de Martin Kober, 1576

La pintura renacentista fue introducida en Polonia por muchos artistas inmigrantes, como Lucas Cranach el Viejo, Hans Dürer y Hans von Kulmbach, y practicada por pintores polacos como Marcin Kober (un pintor de la corte del rey Esteban I Báthory). Las obras de los retratistas crearon una galería impresionante, particularmente representativa de aquellos que podían permitirse el lujo de inmortalizarse en ellas.
El centro de la cultura musical fue la residencia real en Cracovia, donde la corte real dio la bienvenida a muchos artistas extranjeros y locales. Las obras más significativas del Renacimiento en Polonia incluyen composiciones, generalmente para laúd y órganos, tanto vocales como instrumentales, desde danzas, pasando por música polifónica, hasta oratorios religiosos y misas. En 1540, Jan de Lublin lanzó la Tablature,  en la que recopiló las piezas de órgano europeas más conocidas. Nicolaus Cracoviensis (Mikołaj de Cracovia) compuso muchas misas, motetes, canciones, danzas y preludios. Mikołaj Gomółka fue el autor de la interpretación musical de los poemas de Kochanowski (Melodies for the Polish Psalter). El compositor polaco más famoso fue Wacław z Szamotuł, reconocido como uno de los compositores más destacados del Renacimiento.
La primera imprenta fue instalada en Cracovia en 1473 por el impresor alemán Kasper Straube de Baviera. Entre 1561 y 1600, diecisiete imprentas en Polonia publicaron más de 120 títulos al año, con una edición media de 500 copias. La primera traducción completa de la Biblia al polaco fue hecha en 1561 por  Jan Leopolita (Biblia de Leopolita). Por esa época, se publicó el primer diccionario ortográfico polaco (por Stanisław Murzynowski, 1551); también proliferaron las gramáticas y los diccionarios. El Renacimiento polaco era bilingüe, el habla de la szlachta era una mezcla de polaco y latín, y varios autores cambiaban entre el polaco y el latín, y una mezcla de ambos (lenguaje macarrónico).
La literatura había progresado más allá de estar dominada por temas religiosos. Todavía estaban presentes, como se ve en numerosas traducciones de la Biblia, la más famosa es la Biblia de Wujek de Jakub Wujek, publicada en 1599. La nobleza, sin embargo, se preocupaba por algo más que temas religiosos, y las obras del renacimiento polaco reflejaban sus valores materiales y espirituales (ver sarmatismo). La poesía contemporánea exaltaba la virtud de la vida señorial. Por ejemplo, Rej celebró la vida y la posición de noble del país, mientras que Kochanowski escribió sobre los placeres y la belleza de la vida en el campo, rodeado de naturaleza. Las formas literarias variaban desde la oda, pastorales y sonetos a la elegía, la sátira y el romance.
En ciencias aplicadas, entre los estudiosos de la época destacan Jan Łaski (John Lasco), reformador evangélico, Maciej de Miechów (Maciej Miechowita), escritor y profesor universitario, Nicolaus Copernicus, astrónomo conocido en polaco como Mikołaj Kopernik, Wawrzyniec Grzymała Goślicki (Laurentius Grimaldius Gosliscius), pensador político y filósofo; Marcin Kromer, escritor y geógrafo; Andrzej Frycz Modrzewski, escritor y filósofo; Piotr Skarga, reformador político jesuita; Józef Struś, médico, científico, alcalde de Poznań; y muchos otros.

### Artistas notables del Renacimiento polaco

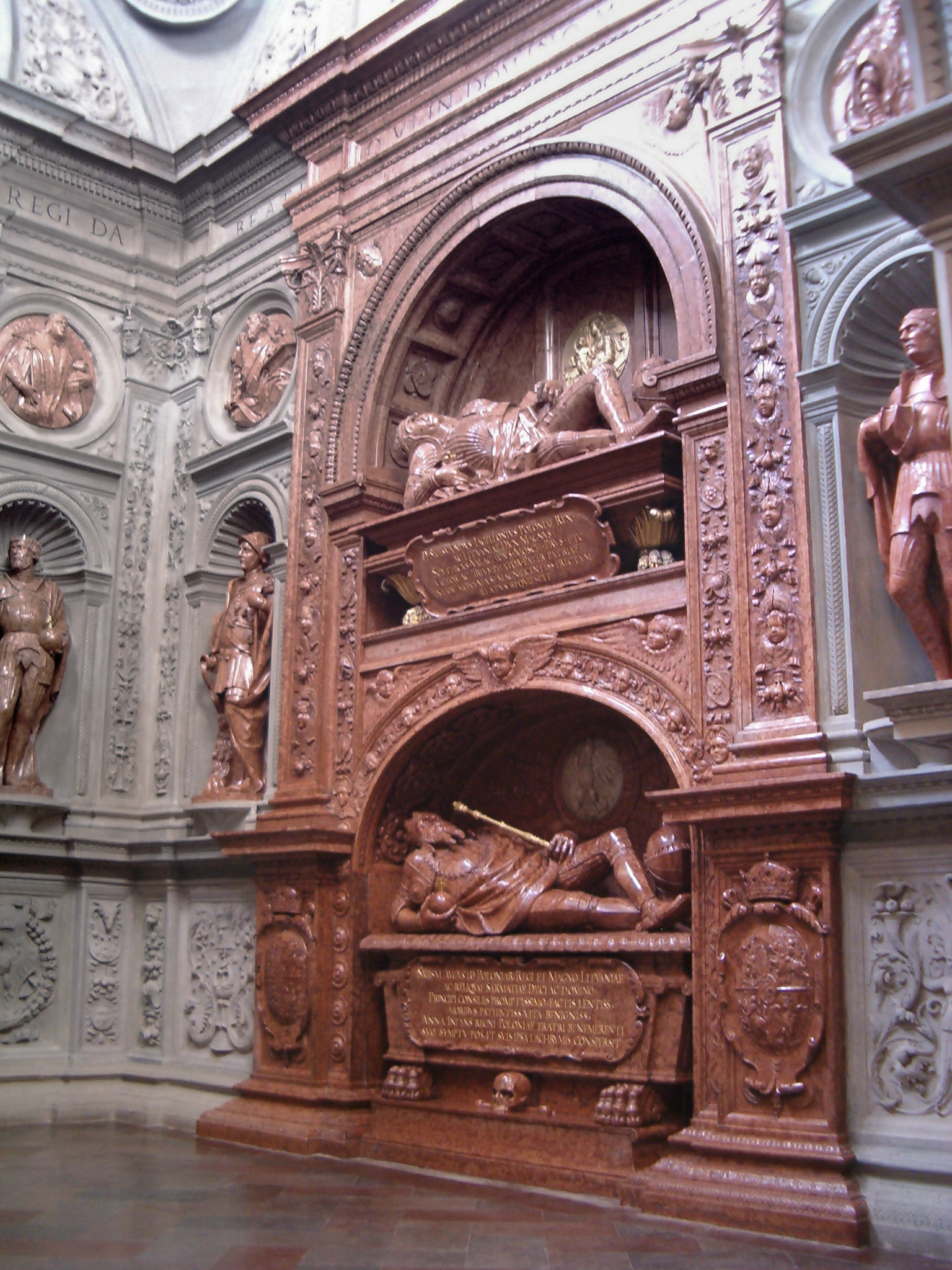
Tumbas de los últimos Jagellones en la capilla de Segismundo, aclamado como «el ejemplo más hermoso del Renacimiento toscano al norte de los Alpes»

Entre los escritores y artistas más prominentes del Renacimiento polaco, cuyos logros se han convertido en una parte sobresaliente del programa de estudios polaco, están los poetas Mikołaj Rej, Jan Kochanowski, Szymon Szymonowic, Mikołaj Sęp Szarzyński, Andrzej Krzycki y Johannes Dantiscus, el escritor Łukasz Górnicki, el compositor Wacław z Szamotuł, el compositor y cantante  Mikołaj Gomółka, el escultor Jan Michałowicz z Urzędowa  y los pintores Stanisław Samostrzelnik and Marcin Kober. Los artistas y arquitectos que se instalaron en Polonia y alcanzaron un reconocimiento considerable por su trabajo en el país fueron Hans Dürer, Hans (Süss) von Kulmbach, Mateo Gucci, Santi Gucci, Bartolomeo Berecci, Bernardo Morando, Giovanni Battista di Quadro y otros.

## Tendencias y periodos arquitectónicos
La arquitectura del Renacimiento polaco se divide en tres períodos principales. El primer período (1500-1550) a menudo se llama "italiano", porque la mayoría de los edificios renacentistas de esa época fueron construidos por arquitectos italianos, principalmente de Florencia, invitados por la nobleza polaca. Durante el segundo período (1550-1600), el estilo renacentista se volvió común e incluyó influencias de la versión holandesa del Renacimiento, así como los comienzos del estilo manierista. En el tercer período (1600-1650), el manierismo se hizo popular, con los primeros ejemplos notables de barroco (véase también Barroco en Polonia).

### Primer periodo

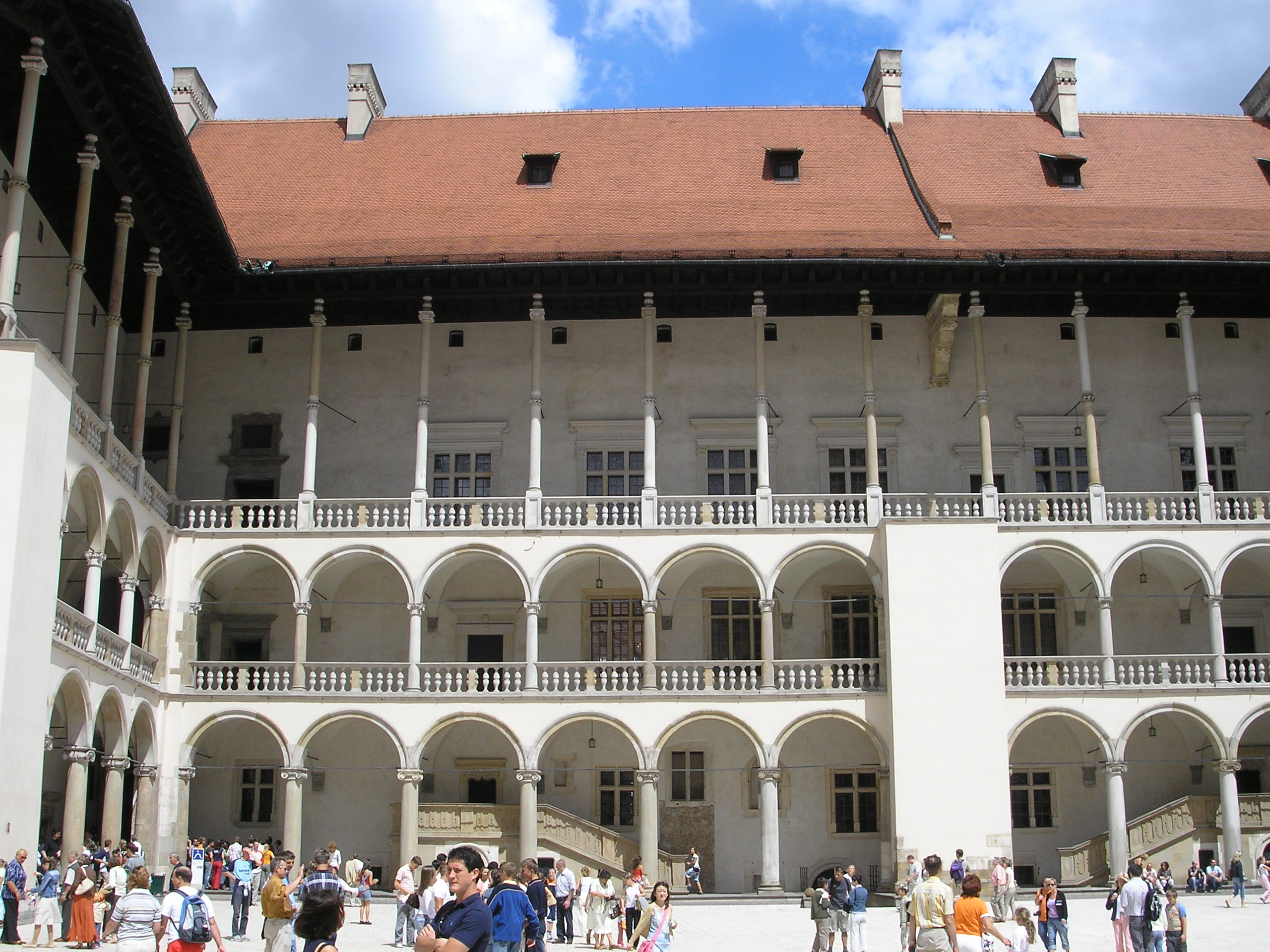
El patio del castillo de Wawel ejemplifica el primer período del Renacimiento polaco

En 1499 el castillo de Wawel fue parcialmente consumido por el fuego. El rey Alejandro I Jagellón en 1504 nombró a Eberhard Rosemberger como arquitecto principal para la renovación. Posteriormente fue reemplazado por el italiano Francesco Florentino y, tras su muerte, por Bartolomeo Berrecci y por Benedykt de Sandomierz. Como resultado de su trabajo, el castillo real se transformó en una residencia renacentista de estilo florentino. En el mismo período, se construyeron o reconstruyeron otros castillos y residencias con el nuevo estilo, incluidos Drzewica (construido en 1527-1535), Szydłowiec (reconstruido 1509-1532), Ogrodzieniec (reconstruido 1532-1547) y más notablemente, Pieskowa Skała, reconstruido 1542-1580.
En el primer período del Renacimiento polaco, las iglesias todavía se construían principalmente en estilo gótico. En ese tiempo, solo las nuevas capillas que rodeaban las iglesias antiguas a veces se construían con el nuevo estilo. La más destacada de ellas, la capilla de Segismundo en la catedral de Wawel, fue construida en 1519-1533 por Bartolomeo Berecci.

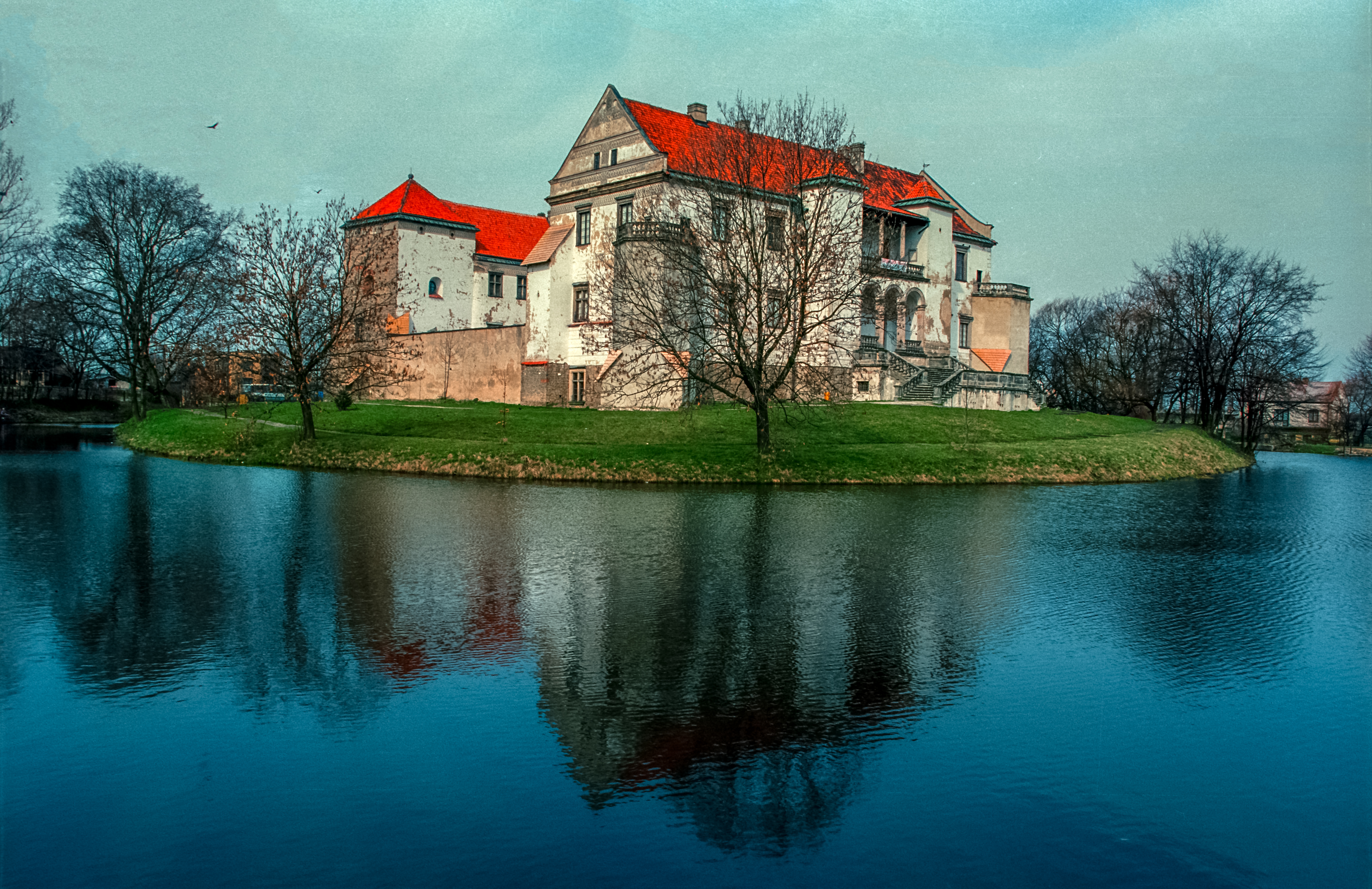
Castillo de Szydłowiec (1470-1480, rec. 1509-1532, 1619-1629)
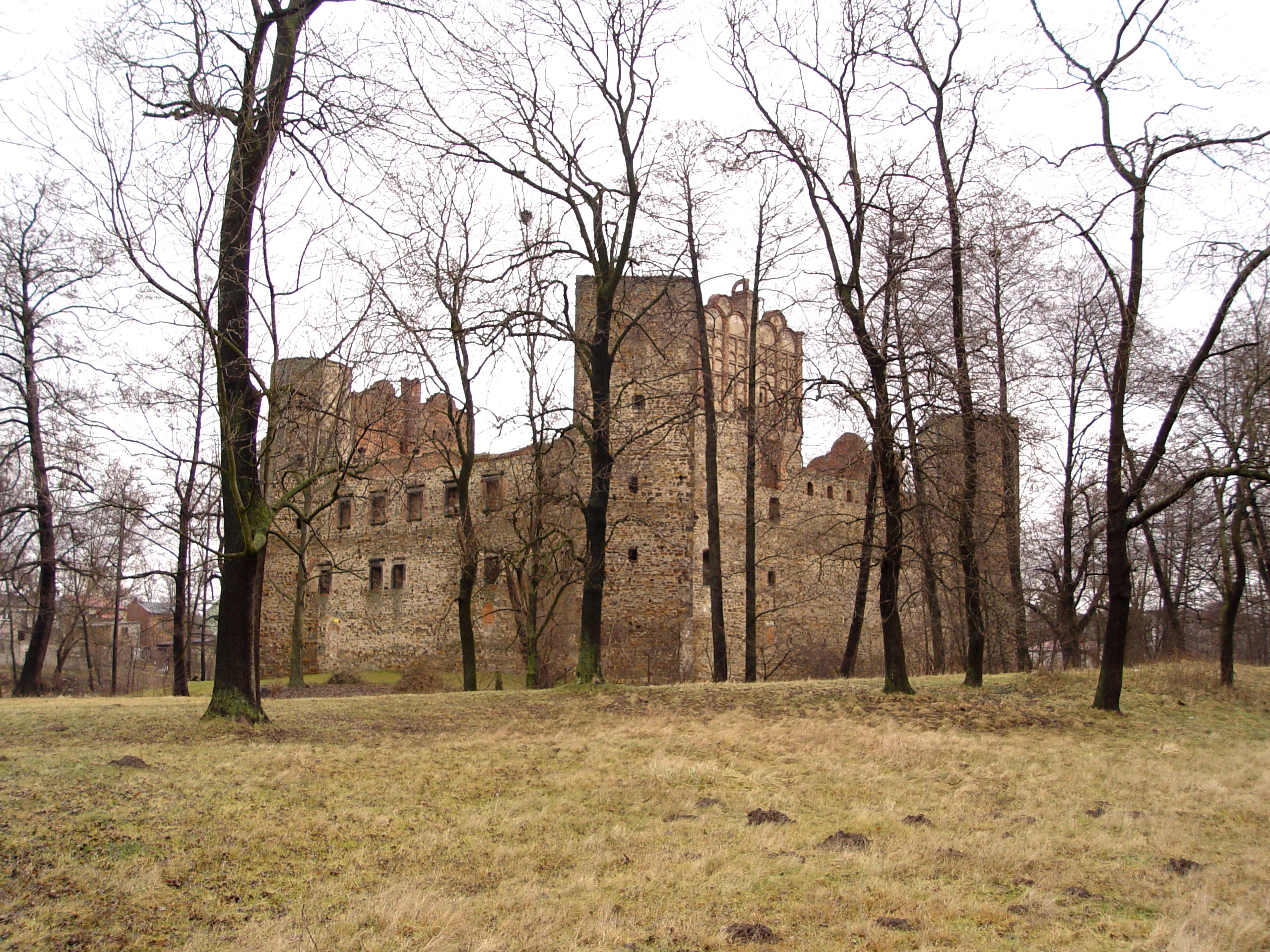
Ruinas del castillo de Drzewica (1527-1535)
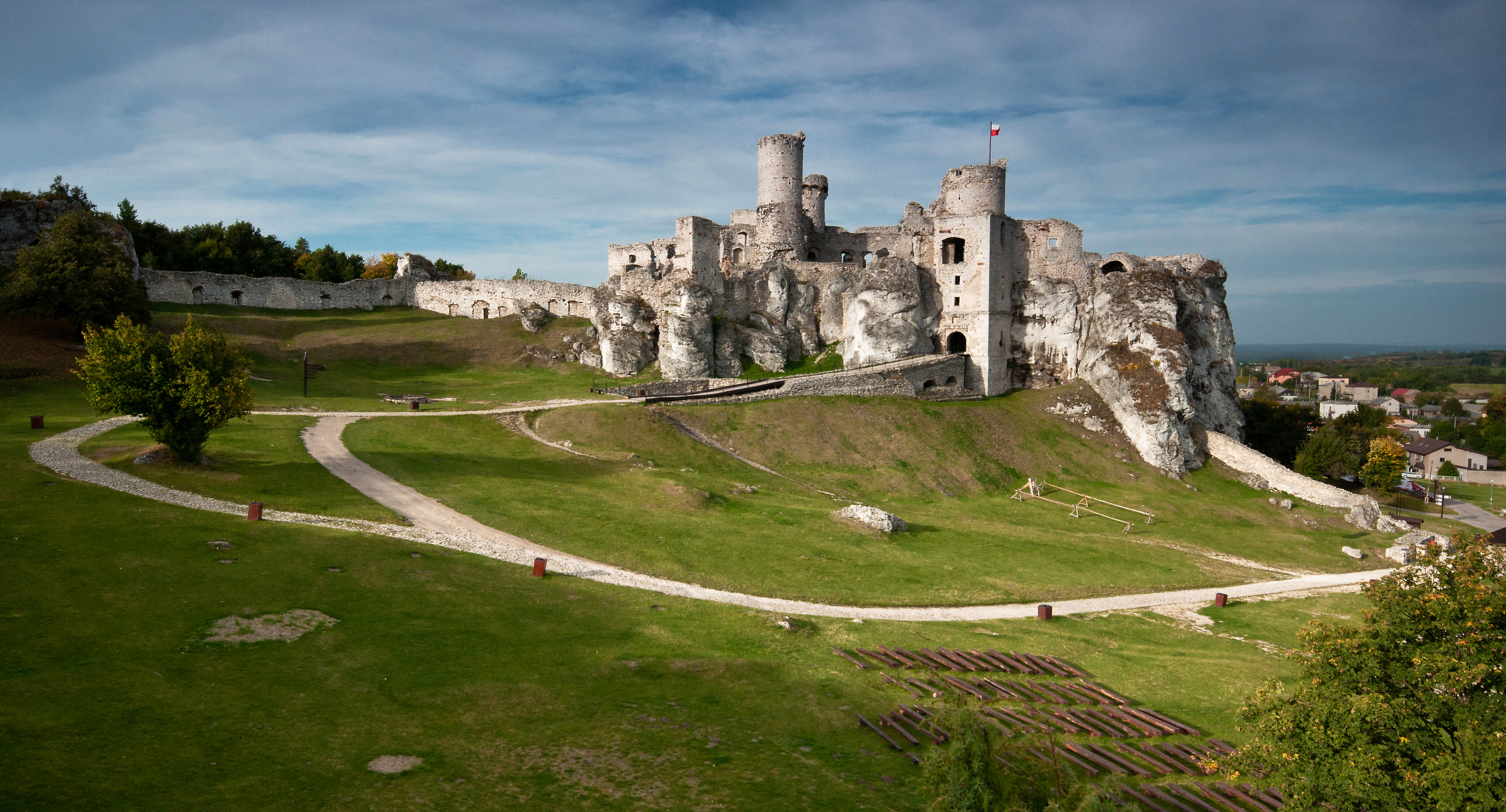
Ruinas del castillo de Ogrodzieniec (rec. 1532-1547)
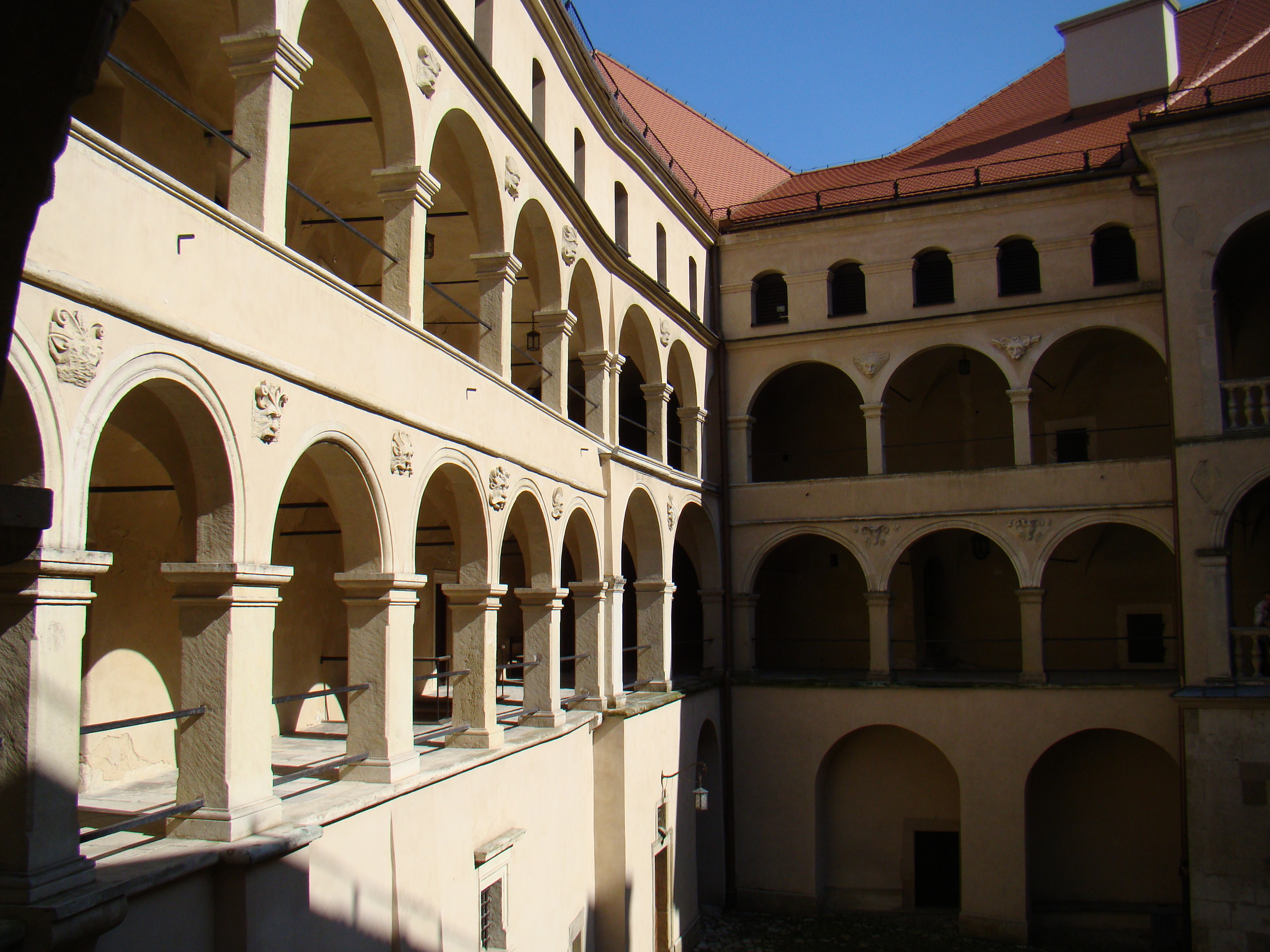
Patio del castillo de Pieskowa Skała (rec. 1542-1580)

### Segundo período

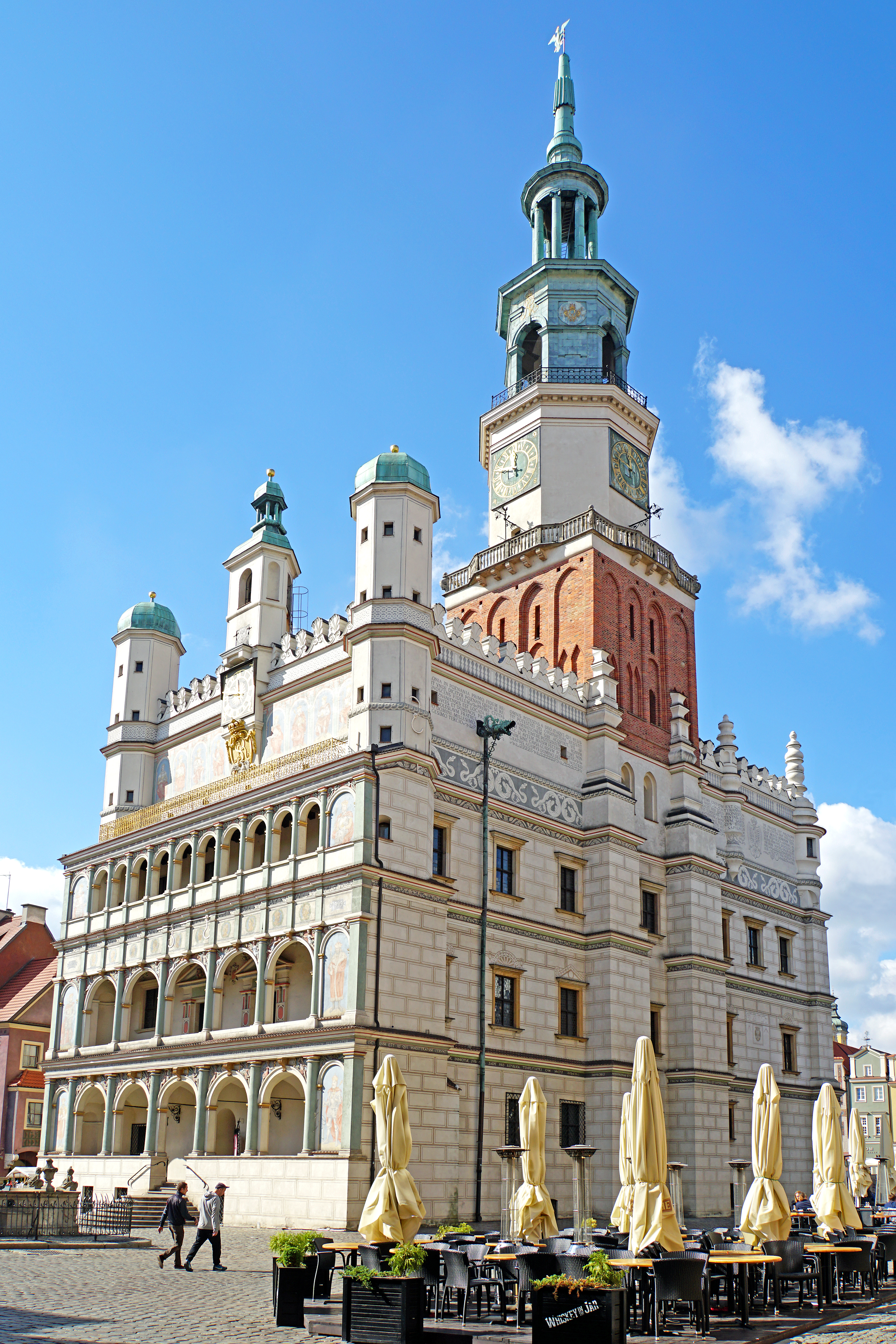
Ayuntamiento de Poznań, reconstruido en estilo gótico por Giovanni Battista di Quadro (1550-1555)

El estilo renacentista se volvió más común en toda Polonia en su segundo período. En la parte norte del país, especialmente en Pomerania y en Danzig (Gdańsk), trabajó un nutrido grupo de artistas nacidos en los Países Bajos. El estilo renacentista en otras partes de Polonia varió según las condiciones locales, produciendo diferentes subestilos en cada región. También estuvieron presentes algunos elementos del nuevo estilo manierista. La arquitectura de este período se divide en tres subestilos regionales: «italiano», principalmente en la parte sur de Polonia, siendo el artista más famoso Santi Gucci; «neerlandés», principalmente en Pomerania, y el «estilo Kalisz-Lublin» (en polaco: styl kalisko-lubelski) (o Renacimiento de Lublin) en la Polonia central, con los ejemplos más notables construidos en Kalisz, Lublin y Kazimierz Dolny.
En toda Polonia, se construyeron nuevos castillos, con la nueva forma de cuadrilátero que encerraba un patio, con cuatro torres en las esquinas. Entre los ejemplos destacados se incluyen: el castillo de Płakowice (siglo XVI), el castillo de Brzeg (reconstruido a partir de una fortaleza gótica en 1544-1560), el castillo de Niepołomice (reconstruido después de un incendio en 1550-1571), el castillo de Baranów Sandomierski (construido en 1591-1606 por Santi Gucci) y el castillo de Krasiczyn.

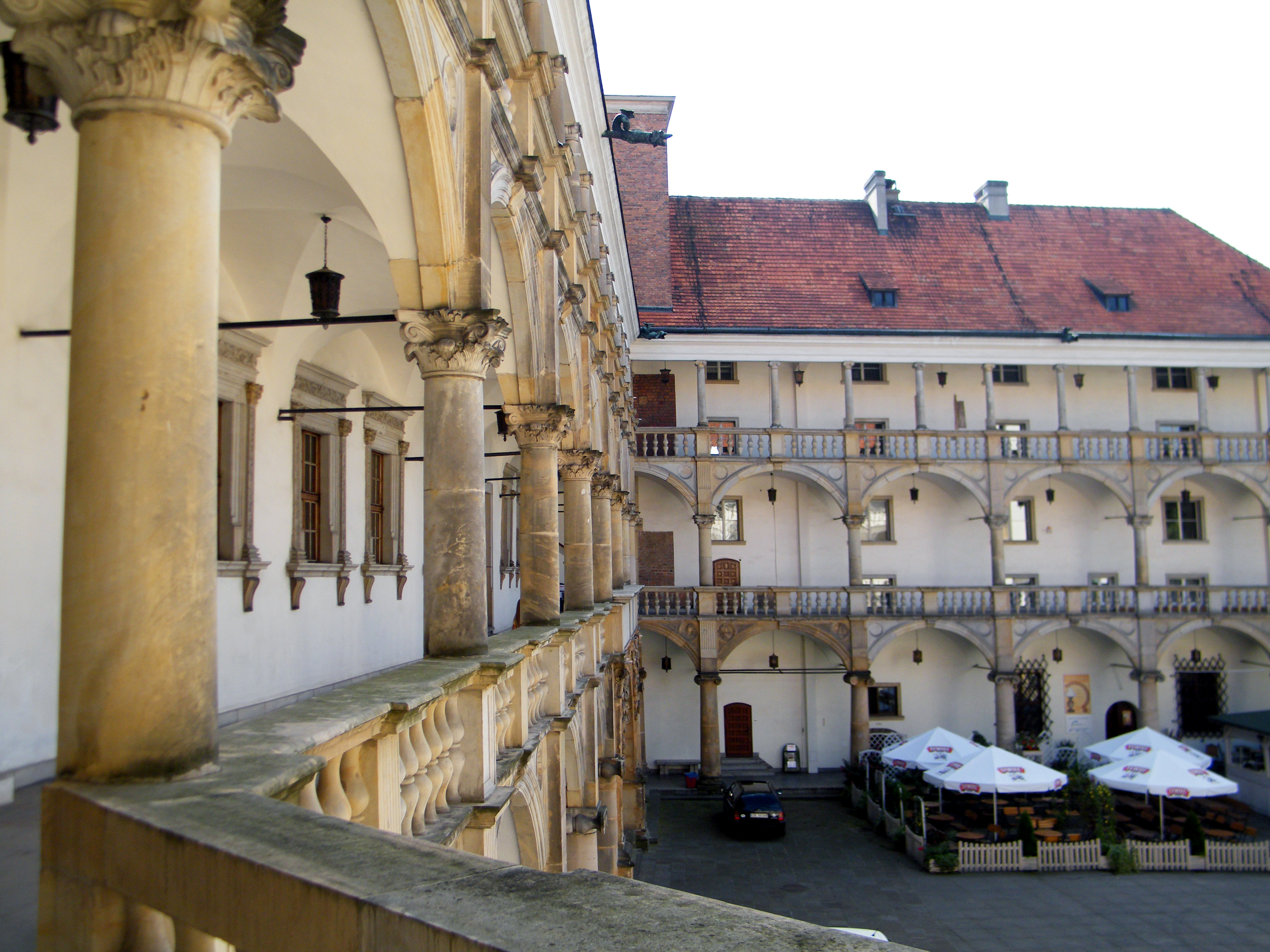
Patio del castillo de Brzeg  (s. XII, rec. 1544-1560)
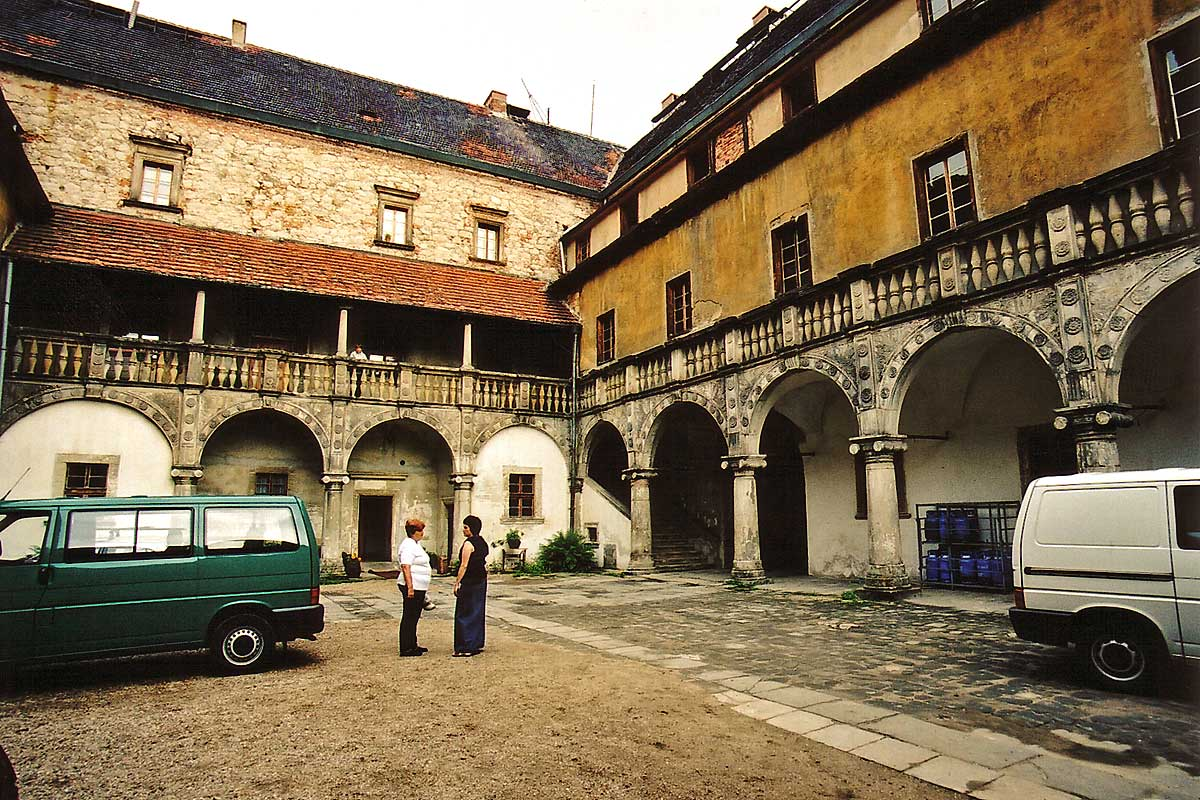
Patio del castillo de Płakowice (1550-1563)
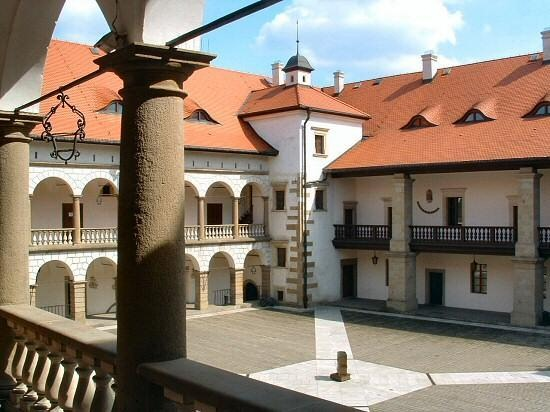
Patio del castillo de Niepołomice (siglo XIV, rec. 1551-1568)
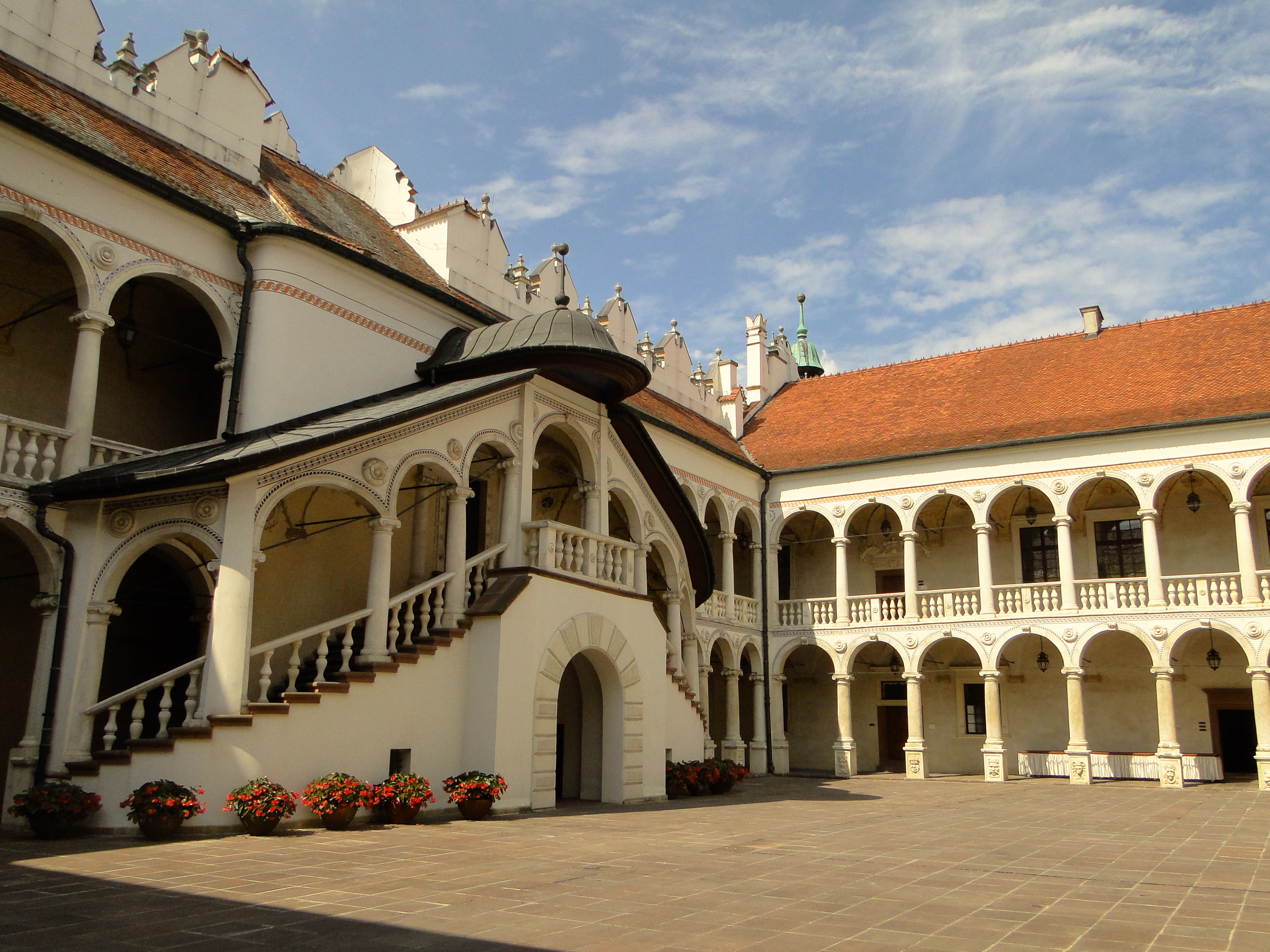
Patio del castillo de Baranów Sandomierski (1591-1606), obra de Santi Gucci)
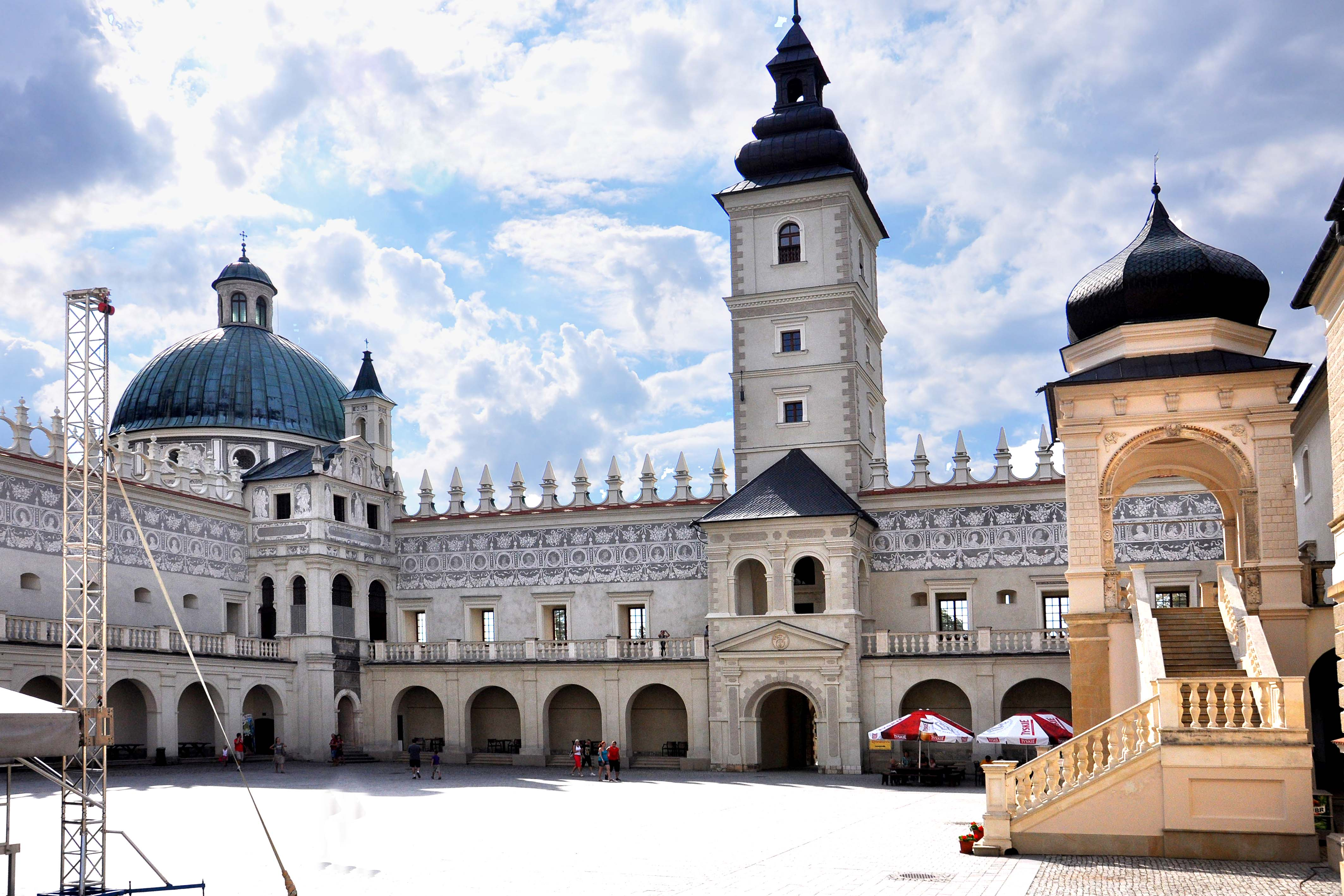
Patio del castillo de Krasiczyn (1580-1631)

Muchas ciudades erigieron nuevos edificios de estilo renacentista. Se construyó la nueva Lonja de los Paños (Sukiennice) en Cracovia. Los ayuntamientos fueron construidos o reconstruidos en: Tarnów, Sandomierz, Chełm (demolido) y en Poznań. Además, a menudo se rediseñaban ciudades enteras. Ejemplos de planificación urbana renacentista sobrevivieron hasta los tiempos modernos en Szydłowiec y Zamość.

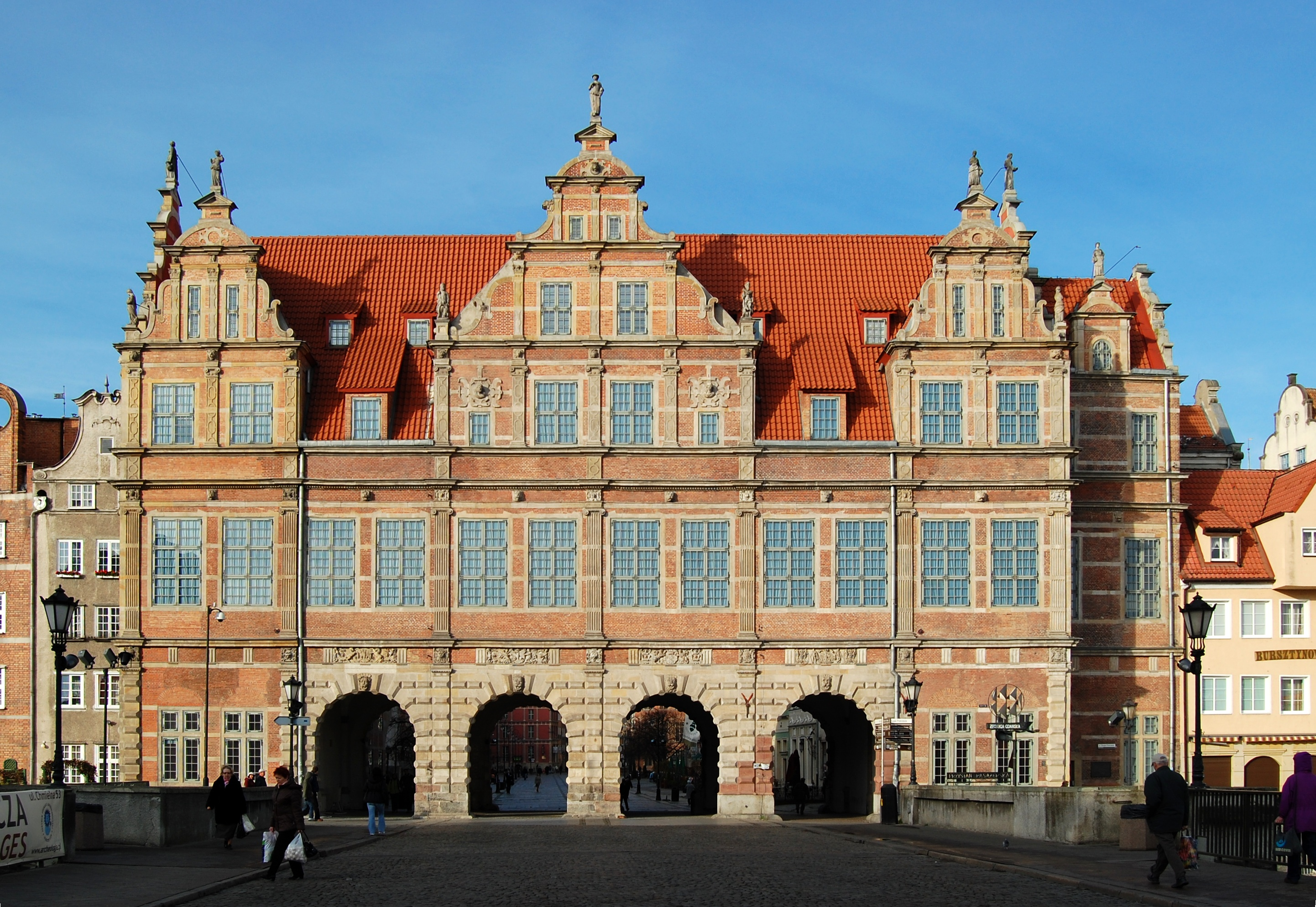
Puerta Verde en Gdańsk, 1612-1614

Ejemplos del Renacimiento de Pomerania que se desarrolló bajo la influencia del norte de Europa en lugar de Italia[cita requerida] fueron: Puerta Verde en Gdańsk (construida en 1564-1568 por Hans Kramer), Upland Gate en Gdańsk (terminada por Willem van den Blocke en 1588), el Gran Arsenal de Gdańsk (construido en 1602-1606 por Anthonis van Obbergen) y el Antiguo Ayuntamiento de Gdańsk (construido en 1587-1595, probablemente por Anthonis van Obbergen).
La laicización característica de la vida durante el Renacimiento y la Reforma resultó en un desarrollo menor en la arquitectura sacra. Se construyeron principalmente capillas en estilo renacentista, pero también se reconstruyeron algunas iglesias, entre ellas: la Catedral de Płock (reconstruida después del incendio por los arquitectos Zanobi de Gianotis, Cini, Filippo di Fiesole y más tarde nuevamente por Giovanni Battista di Quadro); y la Colegiata de Pułtusk (reconstruida por John Batista de Venecia). Solo se fundaron algunas iglesias nuevas, como la colegiata de Santo Tomás en Zamość.

### Tercer periodo

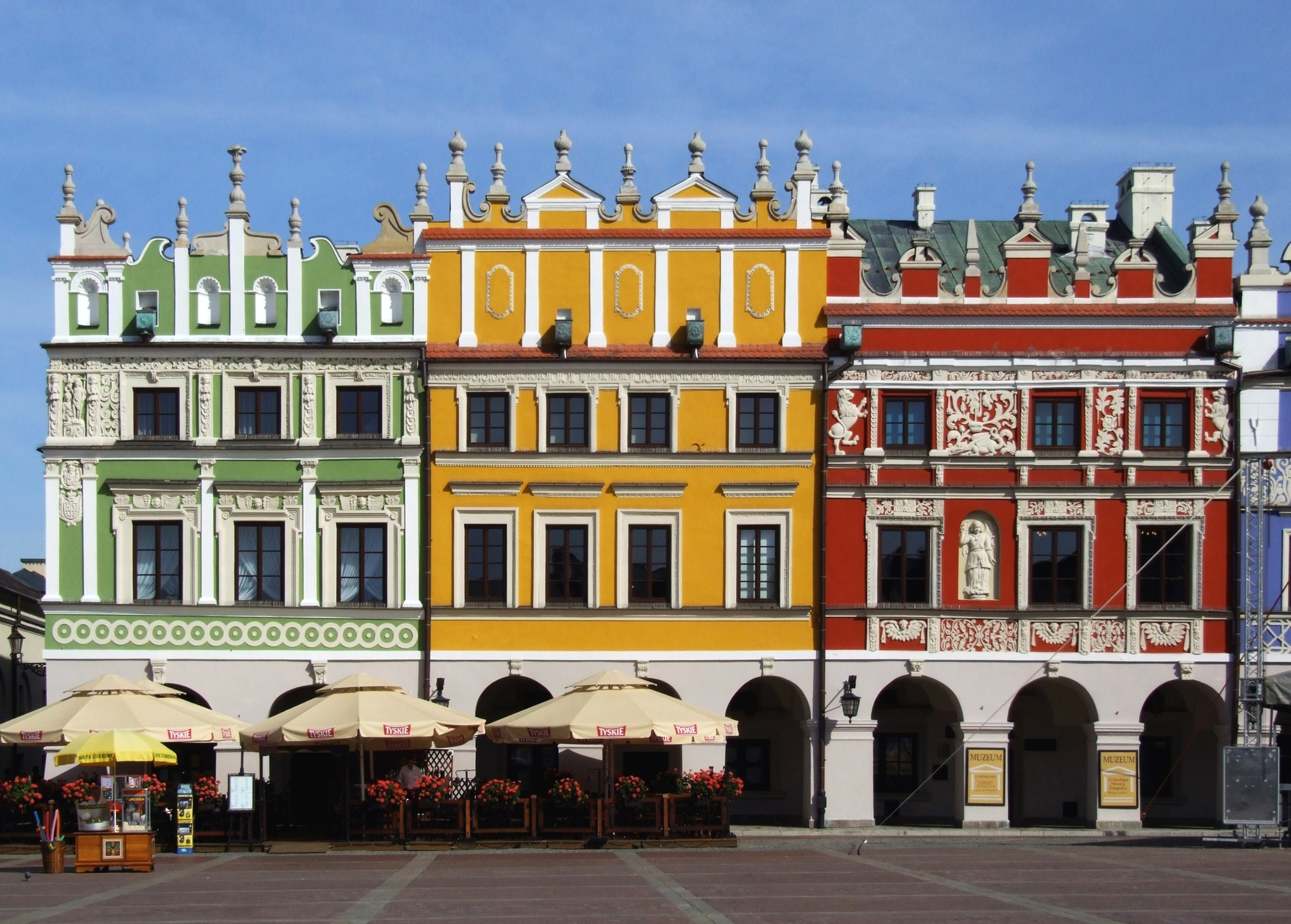
"Casas armenias" en Zamość

Un incendio en Wawel y el traslado de la capital a Varsovia en 1596 detuvieron el desarrollo del Renacimiento en Cracovia, así como en Danzig. Además, el creciente poder de los jesuitas y la Contrarreforma impulsaron el desarrollo de la arquitectura manierista y un nuevo estilo: el barroco (ver también Barroco en Polonia). El ejemplo más importante de la arquitectura manierista ascendente en Polonia es un complejo de casas en Kazimierz Dolny y en Zamość.